# Pyriproxyfen
Pyriproxyfen is een insecticide uit de groep van de insectengroeiremmers (IGR), meer specifiek een analogon van het juveniel hormoon.

## Toepassing
Pyriproxyfen wordt gebruikt bij de bestrijding van vlooien bij honden en katten, maar is ook werkzaam tegen luizen en teken. De stof wordt in de handel gebracht onder de naam Exil Twinspot (Emax), Cyclio (Virbac). In Exil Tick Off Combispray (Emax) wordt pyriproxyfen gecombineerd met een adulticide middel (permethrin), dat ook volwassen exemplaren doodt.

## Werking
Pyriproxyfen is een juveniel hormoonanalogon: het bootst het juveniel hormoon van bepaalde insecten na. Het juveniel hormoon reguleert de groei en de metamorfose van insecten. Als een insectenlarve deze stof opneemt, werkt de metamorfose niet meer en kunnen larvale stadia niet meer volwassen worden. Juveniele hormonen hebben ook een ovicide effect (eidodend) als volwassen insecten ermee in contact komen. De eieren komen dan niet meer uit en verschrompelen.

## Toediening
De toediening van pyriproxyfen gebeurt bij honden en katten via een spot-on op de huid of via een spray op de vacht (alleen voor de hond).